# Gunung Gambut (berg i Indonesien)
Gunung Gambut är ett berg i Indonesien.   Det ligger i provinsen Aceh, i den västra delen av landet, 1 600 km nordväst om huvudstaden Jakarta. Toppen på Gunung Gambut är 2 320 meter över havet.
Terrängen runt Gunung Gambut är bergig åt sydväst, men åt nordost är den kuperad.Runt Gunung Gambut är det ganska tätbefolkat, med 52 invånare per kvadratkilometer. I omgivningarna runt Gunung Gambut växer i huvudsak städsegrön lövskog.